# Генетический форум Адельфи

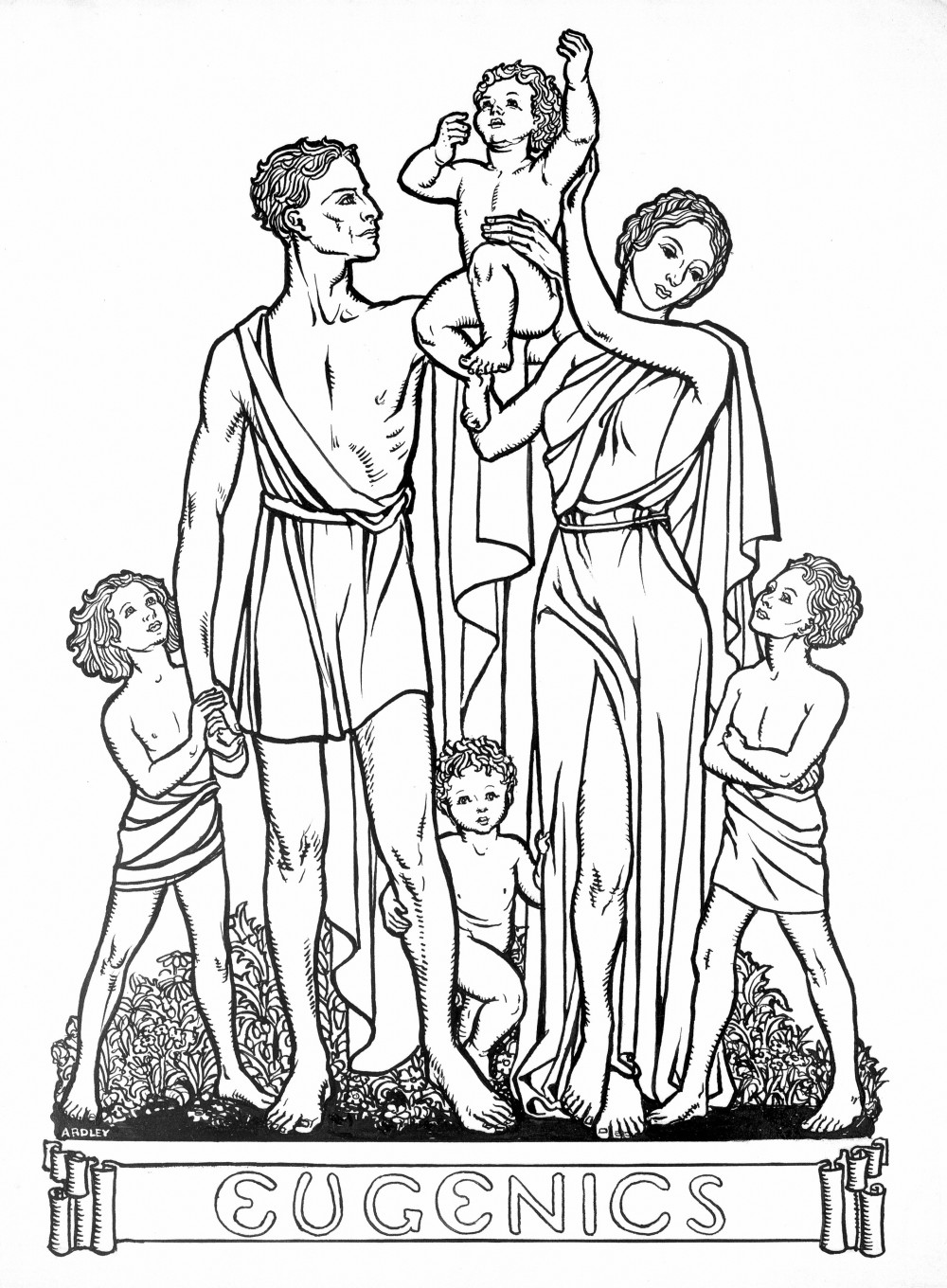
«Евгеническая семья» — эмблема библиотеки Евгенического общества в 1930-х годах

Генетический форум Адельфи (англ. The Adelphi Genetics Forum), ранее Британское евгеническое общество, Институт Гальтона — научное общество, расположенное в Великобритании. Целью института является «продвижение общественного понимания человеческой наследственности и содействие осознанному обсуждению этических вопросов, поднятых достижениями в области репродуктивных технологий».

## История
В 1907 году по инициативе Фрэнсиса Гальтона (1822—1911) и активистки движения социальной гигиены Сивиллы Готто в Британии было основано Общество евгенического образования, созданное с целью продвижения исследования и понимания евгеники. В 1926 году оно было переименовано в Евгеническое общество (часто упоминаемое как Британское евгеническое общество чтобы отличать его от других). Гальтон стал первым президентом Общества и находился в должности до самой смерти. Его сменил Леонард Дарвин (1850—1943), который оставался президентом до 1928 года.
Цель общества состояла в том, чтобы «способствовать евгеническому обучению и пониманию дома, в школе и в других местах». Другими словами, Общество было сосредоточено на образовательной деятельности и популяризации евгеники. Это была небольшая организация, и в ее состав входили профессионалы из среднего класса (врачи, ученые, писатели, политики и т. д.). Хотя Общество было небольшим, оно пользовалось определенной степенью влияния благодаря своим видным членам.
В 1909 году Общество учредило ежеквартальный журнал «Евгеническое обозрение» («The Eugenics Review»), который был органом евгенической пропаганды. Общество также участвовало в мониторинге всех парламентских законопроектов, касающихся евгеники. Например, в 1913 году Общество участвовало в разработке «Закона о психической неполноценности», который разрешил сегрегацию тех, кто был отнесён к «умственно отсталым» или «моральным дегенератам». Против закона проголосовали только три депутата. Один из них, депутат Лейбористской партии Джозия Веджвуд сказал: «Это сущность страшного Евгенического общества, которое намеревается разводить рабочий класс подобно скоту». Закон был отменён только в 1959 году.
Поскольку в состав Общества входили представители разных профессий, нельзя отрицать, что их взгляды на евгенику время от времени расходились. Между «классическими» и «реформаторскими» евгенистами часто возникали противоречия. Классические евгенисты полагали, что "наследственность преобладает, и следовательно, меры в области здравоохранения и социального обеспечения, основанные на внешних вмешательствах против смертности и заболеваемости, будут просто поощрять размножение «непригодных». Те, кого можно отнести к категории евгенистов-реформаторов, были заинтересованы в том, чтобы увести Общество от становления пропагандистской организацией в сторону организации, занимающейся научными исследованиями. Они считали, что факторы окружающей среды так же, как и наследственность, могут способствовать физическому или психическому ухудшению. Таким образом, они были более открыты к улучшению окружающей среды через социальные программы и меры общественного здравоохранения.
Количество членов Общества достигло высшего уровня в 1930-х годах.
После Второй мировой войны евгенические идеологии и политика были дискредитированы из-за их связи с нацистской Германией. Многие евгенические организации изменили свои названия. Американское евгеническое общество было переименовано в «Общество изучения социальной биологии», Американская лига контроля над рождаемостью — в «Международную ассоциацию планирования семьи». Тем не менее, Британское евгеническое общество долгое время сохраняло своё название, и изменило его на Институт Гальтона только в 1989 году под давлением общественности. Журнал «Евгеническое обозрение» был переименован в «Обозрение Гальтона» («Galton Review») ещё раньше, в 1968 году.
В 2021 году институт был переименован в «Генетический форум Адельфи».
В настоящий момент институт расположен в Нортфилде, Лондон.

## Деятельность
Институт имеет широкий круг междисциплинарных интересов, связанных с научными исследованиями человеческой наследственности, и способствует распространению этих исследований посредством:
1. Ежегодной конференции, во время которой актуальная тема, имеющая международное значение и относящаяся к человеческой наследственности изучается экспертами из различных дисциплин.
Симпозиум является поводом для ежегодной Лекции Гальтона, которую читает выдающийся спикер, приглашённый институтом.
2. Поддержки конференций и другой деятельности близких организаций, имеющих отношение к целям института.
3. Издания информационного бюллетеня Института Гальтона, доступного на веб-сайте и получаемого бесплатно членами, стипендиатами и большинством университетских библиотек Великобритании.
4. Публикации периодических буклетов по темам, имеющим отношение к целям института.
5. Поддержки работ по контролю за репродуктивным здоровьем и фертильностью в Великобритании и других странах в рамках целей Фонда контроля над рождаемостью.
Также Институту Гальтона полностью принадлежит Фонд Артемиc. Он был основан в 2016 году и эволюционировал из Фонда контроля над рождаемостью, основанного в 1977 году с очень узкими целями.
У Фонда Артемиc более широкие цели, утвержденные Комиссией по благотворительности, а именно:
Охрана и защита физического и психического здоровья людей, особенно, но не исключительно из малоимущих сообществ, в частности путем:
— содействия в обеспечении контроля над фертильностью и других мер по улучшению репродуктивного и сексуального здоровья;
— а также повышения образованности во всех аспектах репродуктивного и сексуального здоровья.

## Критика
В 2011 году британская активистка левых взглядов Тереза Хейтер опубликовала в издании «The Guardian» статью, посвящённую критике одного из членов института — профессора Оксфордского университета Дэвида Коулмана. В статье, в частности, упоминалось его членство в Институте Гальтона. Хейтер подвергла критике программу института по сокращению рождаемости в Эфиопии. Другой журналист «The Guardian», Дэвид Ааронович предложил Коулману публично отказаться от связей с институтом. Также Ааронович отметил, что в 1999 году Институт Гальтона приглашал с лекцией профессора Глайда Уитни, исследователя взаимосвязи расы и интеллекта, написавшего предисловие к книге Дэвида Дюка, основателя современного американского Ку-Клукс-Клана.
Ранее, в 2007 году в «The Guardian» была опубликована статья Д. Паллистера, в которой он утверждает, что Институт Гальтона стал прибежищем для т. н. «научных расистов».

## Выдающиеся члены
- Джон Меейнард Кейнс, 1-й барон Кейнс, директор (1937—1944), вице-президент (1937)
- Артур Невилл Чемберлен, премьер-министр Великобритании (1937—1940)
- Ричард Титмусс, основоположник социальной политики как дисциплины
- Уильям Генри Беверидж, 1-й барон Беверидж
- Дэвид Коулман
- Леонард Артур, британский врач, в 1981 году осуждён за убийство новорожденного ребёнка с синдромом Дауна, совершённое из соображений гуманизма, впоследствии оправдан
- Артур Джеймс Бальфур, 1-й граф Бальфур
- Альфред Плётц, вице-президент (1916), создатель понятия «расовая гигиена»
- Джулиан Сорелл Хаксли, вице-президент (1937-44), президент (1959-62), один из создателей синтетической теории эволюции
- Флоренс Барретт
- Пол Бланшард
- Уолтер Бодмер
- Рассел Брейн, 1-й барон Брейн
- Крис Брэнд
- Сирил Бёрт
- Джон Кокбёрн, премьер-министр Южной Австралии
- Джеймс Герберт Кёрл
- Чарльз Фредерик Д'Арси, епископ Церкви Ирландии
- Чарльз Галтон Дарвин, сын Джорджа Дарвина
- Леонард Дарвин, сын Чарлза Дарвина
- Чарлз Давенпорт, вице-президент (1931)
- Мэри Денди
- Роберт Джеффри Эдвардс, лауреат Нобелевской премии по физиологии и медицине за 2010 год
- Генри Хэвлок Эллис, один из основоположников сексологии
- Ганс Юрген Айзенк, автор теста Айзенка
- Рональд Эйлмер Фишер
- Фрэнсис Гальтон, основоположник евгеники, в честь которого институт в конечном счёте был переименован
- Чарльз Матиас Гёте
- Эзра Сеймур Госни, основатель Фонда улучшения человеческих качеств
- Мэдисон Грант, автор книги «Конец великой расы или расовая основа европейской истории»
- Томас Дживс Хордер, 1-й барон Хордер, президент (1935—1949)
- Дэвид Старр Джордан, вице-президент (1916, 1931)
- Франц Йозеф Каллманн, один из основателей Американского общества генетики человека
- Джон Харви Келлог
- Ричард Линн, британский психолог, автор монографий «IQ и богатство наций» и «Расовые различия в интеллекте: эволюционный подход»
- Бернард Маллет, президент (1928)
- Джеймс Эдуард Мид
- Питер Брайан Медавар, лауреат Нобелевской премии по физиологии и медицине за 1960 год
- Наоми Мэй Маргарет Митчисон
- Генри Фэйрфилд Осборн
- Фредерик Осборн
- Роджер Пирсон
- Маргарет Пайк, одна из основателей Национального совета по контролю рождаемости (позднее — Ассоциация планирования семьи)
- Маргарет Хиггинс Сэнгер, основательница Американской лиги контроля над рождаемостью (позднее — Международная ассоциация планирования семьи)
- Элиот Тревор Оукшотт Слэйтер
- Мэри Шарлотта Кармайкл Стоупс
- Джеймс Моурилян Таннер
- Элис Викери
- Фрэнк Йейтс
- Сивилла Невилл-Рольфе, основательница института, пропагандистка идей социальной гигиены
- Карлос Патон Блэкер, секретарь (1931—1952)

## Президенты общества
Общество евгенического образования (1911—1926)
- Джеймс Крайтон-Браун, президент (1908—1909)
- Монтегю Краканторп, президент (1909—1911)
- Леонард Дарвин, сын Чарльза Дарвина, президент (1911—1929)

Евгеническое общество (1926—1989)
- Бернард Маллет, президент (1929—1933)
- Хамфри Роллстон, президент (1933—1935)
- Томас Хордер, президент (1935—1949)
- Александр Карр-Сондерс, президент (1949—1953)
- Чарльз Гальтон Дарвин, внук Чарльза Дарвина, президент (1953—1959)
- Джулиан Хаксли, вице-президент (1937—1944), президент (1959—1962)
- Джеймс Грей, президент (1962—1965)
- Роберт Платт, президент (1965—1968)
- Алан Паркс, президент (1968—1970)
- П. Р. Кокс, президент (1970—1972)
- К. О. Картер, президент (1972—1976)
- Гарри Армитейдж, президент (1976—1982)
- Бернард Бенджамин, президент (1982—1987)
- Маргарет Сазерленд, президент (1987—1993)

Институт Гальтона (1989—2021)
- Дж. Айнсворт Харрисон, президент (1993—1994)
- Питер Диггори, президент (1994—1996)
- Роберт Пил, президент (1996—1999)
- Джон Тимсон, президент (1999—2002)
- Стив Джонс, президент (2002—2008)
- Вальтер Бодмер, Президент (2008—2014)
- Вероника ван Хейнинген, президент (2014—2020)
- Тури Кинг, президент (2020—2021)

Генетический форум Адельфи (2021—настоящее время)
- Тури Кинг, президент (2021—2023)
- Николас Вуд, президент (2023—настоящее время)